# Internetski memi
Internetski memi (poznati i kao internetski fenomeni) nastaju kad nešto iznenada postaje vrlo popularno, kroz riječ pojedinaca, a čije prikazivanje omogućuje Internet. Neki internetski memi jesu kratkoročni, to jest opada im popularnost, dok ostali fenomeni ostaju popularni dugi niz godina. Mnogi dugoročni internetski fenomeni stekli su popularnost preko web stranica poput: 4chan, Slashdot, YouTube, Something Awful, Newgrounds, YTMND, Reddit, TikTok itd. 
Neki od najpoznatijih internetskih mema 2024. su :
- Chill Guy
- Pepe the King Prawn
- The Military Man

## Definicija
Internetski mem je vrsta mema koji se pojavljuje na Internetu. Sâm pojam odnosno definicija mema nastala je u doba kad je internet bio tek u začetcima zamisli (Dawkins, 1976.).:13. Prvotni mem i internetski mem razlikuju se u dvjema osnovim stvarima. To su dihotomija dvaju koja proizlazi iz svjesnosti i nesvjesnosti upotrebe/reprodukcije mema te druga stvar, koja leži u trenutku upotrebe mema od strane krajnjeg korisnika. Internetski memi rabe se u situacijama kada obje strane posjeduju svijest svjesne da se služe sadržajem i preoblikuju ga, a da je taj sadržaj u jednom trenutku smislila druga osoba. U memetici, mem je nomenklatura "koja se koristi za pojavu ideje koja se putem selekcije izdiže iznad drugih te postaje općeprihvaćena", ali tako da krajnji korisnik i interpretator te ideje ne mora nužno biti svjestan da je uistinu riječ o memu kao takvom. U tome što nije svjestan jest razlika klasično shvaćenog mema i internetskih mema s društvenih mreža i foruma.:14. Zbog brzine širenja internetski memi usporedivi su sa širenjem računalnih virusa. Internetske meme stvaraju korisnici s tih svemrežnih okupljališta, a također i nevirtualni subjekti, odnosno osobe iz pravog života ili osobe koje su popularne na internetu, čije se fraze ili sadržaj preuzimaju.:16.

## Osobe
- Star Wars kid – kanadski tinejdžer, Ghyslain Raza, postao je popularan kao "Star Wars Kid" nakon što je na internetu objavljen njegov video kako zamahuje golf palicom. Na web stranicama poput YouTubea i pomoću Peer-To-Peer programa prikazane su i distribuirane mnoge video parodije.

- Chuck Norris facts – parodije koje ga opisuju i ismijavaju kao glavnog snagatora s nevjerojatnim atributima.

- McKayla Maroney - prilikom dodjele medalja na Olimpijskim igrama u Londonu 2012., nastala je fotografija, na kojoj ova američka gimnastička pokazuje razočarenje i tugu srebrnom medaljom, tako da su joj usne bile prema lijevoj strani lica.[3] Fotografija je postala viralna i pojavila se u medijima širom svijeta kao internetski mem. Na prijemu kod tadašnjega američkoga predsjednika Baracka Obame u studenom 2012., zajedno su pozirali u tome stilu.[4]

## Glazba
- OK Go – Američka rock skupina čiji video za singl "Here It Goes Again" koji prikazuje članove skupine kako izvode složen ples na spravama za vježbanje. Video je snimljen u jednom kadru bez stanke, a bio je pogledan više od 16 milijuna puta na YouTubeu. Taj uspjeh, koji mogu zahvaliti internetu, odveo ih je do emisije "Colbert Report", a video je osvojio prestižnu nagradu Grammy za najbolji kratki glazbeni video 2006. godine.

- Hurra Torpedo – Norveška skupina koja je postala dio zarazne reklamne kampanje putujući SAD-om, bili su plaćeni od Forda da promoviraju "Ford Fusion".

- Lemon Demon – Glazbena skupina koju čini jedan čovjek po imenu Neil Cicierega, proslavio se s web animacijom Hyakugojyuuichi. On je također i tvorac popularne serije The Potter Puppet Pals.

- JerryC – Tajvanski gitarist i skladatelj koji je napisao "Canon Rock", rock verziju Pachelbelovog Canona u D-duru.
- Rick Astley – njegov hit iz 1987. "Never Gonna Give You Up" je 2007. ponovno postao poznat zbog fenomena pod nazivom "Rickroll".

## Videouradci
- Boom Goes the Dynamite – Brian Collins, nervozni sportski komentator pokušava najaviti isječke za svoje sveučilišne vijesti. Najavljujući vijesti neprestano se gubi sve dok savršeno ne upotrijebi danas poznatu frazu "Boom goes the dynamite".

- Bride Has Massive Hair Wig Out – Objavljen na YouTubeu, 18. siječnja 2007., ovo je video kanadske mladenke, koja je nervozna zbog svoje frizure na vjenčanju i počinje šišati samu sebe. To je privuklo 2 milijuna gledatelja i bilo popraćeno vijestima širom svijeta. Čak je i neki filmski redatelj proučavao, da li je snimka prava ili režirana. Otkrilo se da je mladenka bila glumica Jodi Behan iz Toronta koja je promovirala Unilever's Sunsilk liniju proizvoda za njegu kose i od tada je maknuta s YouTubea.

- Brokeback Mountain parodies – Film "Brokeback Mountain" nadahnuo je mnoge online parodije najava istoimenog filma.

- Jeong-Hyun Lim (funtwo) – Gitarist iz Južne Koreje.

- Numa Numa - Gary Brolsma pjeva uz rumunjsku "dance" pjesmu "Dragostea din tei" od skupine O-Zone.

- Evolution of Dance – Svojevremeno najgledaniji video svih vremena na YouTubeu. Komičar Judson Laipply pleše uz glazbu iz raznih glazbenih razdoblja. Bio je pogledan čak 48 milijuna puta.

- Speak the Hungarian Rapper – čudan, antiratni zarazni video.

## Animacije
- Crazy Frog – Glazbeni animirani film kojem je oblik dala elektronička glazba "Axel F".

- Dancing baby – Prikazana je 3D animacija bebe koja pleše. Prvi put se pojavila 1997. godine, autor joj je kreator iz 3-D Studija Max, kasnije je postala kulturna ikona te prikazana u seriji Ally McBeal.

- Hampster Dance – stranica ispunjena animacijama rasplesanih hrčaka koji je rađen u gif formatu. Stvorio je "fikcionalni band" koji je izdao vlastiti album.

- Ualuealuealeuale – animacija Batmana gdje maše glavom i mrmlja pjesmu "Macarron Chacarron" od El Chomboa. Prvo je objavljen na web stranici YTMND korisnika MowtenDoo.

- Ultimate Showdown of Ultimate Destiny – flash animacija koja prikazuje kraljevsku bitku između izmišljenih i stvarnih likova.

## Slike
- Goatse.cx je bila web stranica koja je objavila šokantnu sliku zvanu Hello.jpg

- Tourist guy je bila retuširana lažna slika objavljena tri dana poslije 11.9.2001. koja prikazuje čovjeka koji stoji na vrhu južnog tornja trenutak prije udara aviona.

## Web stranice
- 2channel – Japanski internet forum koji je najveći na svijetu. Stranica ima značajan utjecaj na Japansku kulturu i opće mišljenje.

- Randy Constan – Objavio je vlastite slike na svojoj web stranici kako nosi odjela Petra Pana koja je sam izradio

## Audio
- The Picard Song – Osoba koja se predstavila kao DarkMateria 2001. je objavila pjesmu "The Picard Song". Spoj Picardovih izreka iz serijala Zvjezdane staze napravljen je kao tehno izvedba koja zvuči kao da Picard izvodi hip-hop. Pjesma se brzo proširila internetom.